# Крым (Брянская область)
Крым — село в Унечском районе Брянской области в составе Старогутнянского сельского поселения.

## География
Находится в центральной части Брянской области на расстоянии приблизительно 12 км на запад по прямой от районного центра города Унеча.

## История
На карте 1941 года отмечена как поселение с 2 дворами.
. В 1859 году здесь (деревня Суражского уезда Черниговской губернии) учтено было 73 двора, в 1892—166.

## Население
Численность населения: 140 человек (1979 год), 27 человек (русские 100 %) в 2002 году, 15 в 2010.